# Paramenexenus inconspicuus
Paramenexenus inconspicuus är en insektsart som beskrevs av Ludwig Redtenbacher 1908. Paramenexenus inconspicuus ingår i släktet Paramenexenus och familjen Diapheromeridae. Inga underarter finns listade i Catalogue of Life.